# 門司発電所
門司発電所（もじはつでんしょ）は福岡県北九州市門司区にある出光興産の太陽光発電所（メガソーラー）。

## 概要
- 出光興産所有の門司油槽所跡地の遊休地に建設された出光興産初のメガソーラー。
- 2013年11月1日：営業運転開始[2][3]。

## 発電設備
電力は全て九州電力に売電する。
- 発電出力：2.9MW[4][5]
- 想定年間発電量：約400万kWh